# Erythrodiplax ines
Erythrodiplax ines är en trollsländeart som beskrevs av Friedrich Ris 1911. Erythrodiplax ines ingår i släktet Erythrodiplax och familjen segeltrollsländor. Inga underarter finns listade i Catalogue of Life.